# Ringwall Schwedenschanze (Rottensteiner Forst)
Der Ringwall Schwedenschanze ist eine abgegangene frühmittelalterliche Ringwallanlage auf 457 m ü. NN im Rottensteiner Forst etwa 1750 Meter nordwestlich der Kirche in Eichelsdorf, einem heutigen Stadtteil von Hofheim in Unterfranken im Landkreis Haßberge in Bayern.
Von der vermutlich schon vorgeschichtlichen Fliehburg mit ringartiger Befestigung und Erdwällen sind noch Wall- und Grabenreste erhalten.	